# Římskokatolická farnost Podivín
Římskokatolická farnost Podivín je územní společenství římských katolíků v obci Podivín s farním kostelem sv. Petra a Pavla a kaplí sv. Cyrila a Metoděje. V letech 1694–1951 zde bylo sídlo děkanátu, který sdružoval 13 farností v okolí včetně Podivína. Od r. 1952 je Podivín součástí tehdy nově vniknuvšího břeclavského děkanství.

## Území farnosti
- Podivín s farním kostelem svatého Petra a sv. Pavla
- Ladná s filiálním kostelem svatého Michala

| Kostel                   | Místo   | Bohoslužba           | Bohoslužba  | Poznámka        |
| ------------------------ | ------- | -------------------- | ----------- | --------------- |
| Kostel sv. Michaela      | Ladná   | neděle středa pátek  | 9.30 17.30  | filiální kostel |
| Kostel sv. Petra a Pavla | Podivín | neděle čtvrtek pátek | 10.45 18.30 | farní kostel    |

## Duchovní správci
Od roku 2000 ve farnosti působil R. D. Mgr. Pavel Křivý, dnes farář v Dolních Loučkách. Od srpna 2014 byl ustanoven farářem R. D. Mgr. Slavomír Bedřich, do té doby farář v Lysicích.

## Aktivity farnosti
Dnem vzájemných modliteb farností za bohoslovce a bohoslovců za farnosti brněnské diecéze je 9. leden. Adorační den připadá na nejbližší neděli po 30. červnu.
Ve farnosti se pravidelně koná tříkrálová sbírka, v roce 2015 se při ní vybralo v Podivíně 65 991 korun a v Ladné 35 683 korun. O rok později se vybralo v Podivíně 67 975 korun a v Ladné 37 920 korun.